# Moreiradromia sarraburei
Moreiradromia sarraburei is een krabbensoort uit de familie van de Dromiidae. De wetenschappelijke naam van de soort is voor het eerst geldig gepubliceerd in 1910 door Rathbun.